# Hao (Einheit)
Hao war ein Volumenmaß in der Region Cochinchina, dem heutigen südlichen Vietnam und einigen östlichen Regionen von Kambodscha. Das Maß war ein Getreidemaß, besonders für Reis. Nach diesem Maß stand durch Königswille den Soldaten ein Existenzminimum an Reis für einen Monat zu. 
- 1 Hao = 28 Liter (etwa 7/9 Bushel)
- 1 Schita/Shita = 2 Hao = 56 Liter = 1 Tao (nach Gewicht)